# Cunaxa carina
Cunaxa carina är en spindeldjursart som beskrevs av Den Heyer 1979. Cunaxa carina ingår i släktet Cunaxa och familjen Cunaxidae. Inga underarter finns listade i Catalogue of Life.